# حاسی مسعود
حاسی مسعود (به عربی: حاسی مسعود) یک میدان گازی و شهرستان الجزایر در الجزایر است که در استان ورقله واقع شده‌است.

## خصوصیات
حاسی مسعود ۷۱٬۲۳۷ کیلومترمربع مساحت و ۴۵٬۱۴۷ نفر جمعیت دارد.